# Helocordulia uhleri
Helocordulia uhleri – gatunek ważki z rodziny szklarkowatych (Corduliidae). Występuje na terenie Ameryki Północnej.